# Гран-при Бахрейна 2010 года
Гран-при Бахрейна 2010 года — автогонка чемпионата мира «Формулы-1», которая проходила 14 марта на Международном автодроме Бахрейна в Сахире, Бахрейн. Это был седьмой Гран-при Бахрейна и первая гонка сезона Формулы-1 2010 года. Впервые с 2006 года этот Гран-при открывал новый сезон. Гонка прошла по новой удлинённой конфигурации трассы, которая увеличилась с 5412 до 6299 метров.

### Перед Гран-при

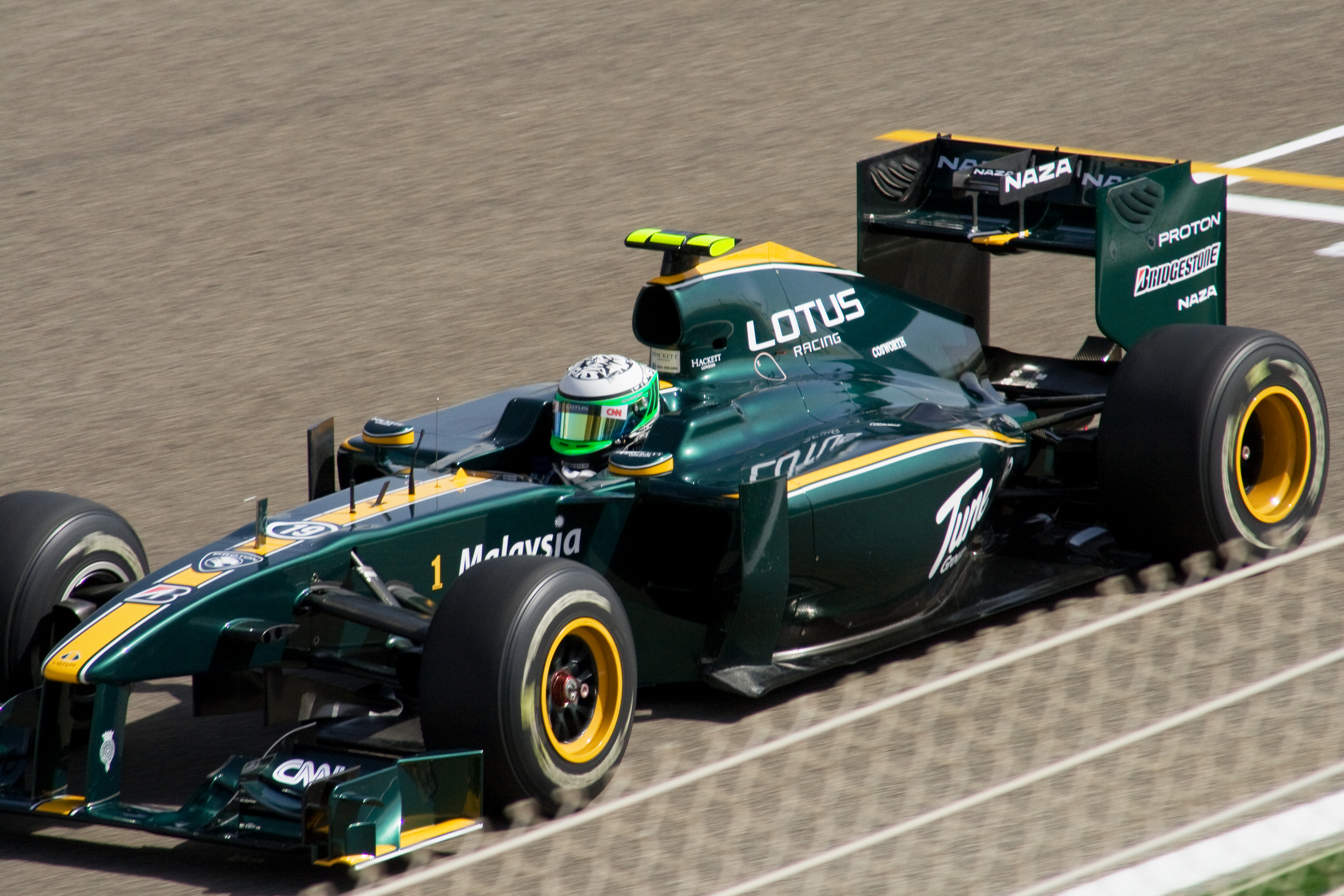
Lotus Racing — одна из трёх новых команд, дебютировавших в Бахрейне.

В гонке осуществили свой дебют три новые команды: HRT, Virgin и новая малайзийская команда Lotus (которая не имела отношения к Team Lotus Колина Чепмена), а также возвратилась команда Mercedes, которая выступала в 2009 году под названием Brawn GP. Впервые в гонке приняли участие Нико Хюлькенберг, Карун Чандхок, Бруно Сенна, Лукас ди Грасси и Виталий Петров (первый российский гонщик в Формуле-1), которые были гонщиками Williams, HRT, Virgin и Renault, соответственно. Чемпион 2009 года Дженсон Баттон дебютировал за McLaren после ухода из команды — обладательницы кубка конструкторов Brawn GP в ноябре 2009 года. Семикратный чемпион мира Михаэль Шумахер совершил своё возвращение в Формулу-1 вместе с Mercedes, а его друг Фелипе Масса вернулся в Ferrari после травмы на Гран-при Венгрии 2009 года. Тимо Глок возвратился с командой Virgin после аварии на квалификации Гран-при Японии 2009 года.
Дженсон Баттон выиграл прошлогодний Гран-при, также дважды побеждали гонщики Ferrari Фернандо Алонсо и Фелипе Масса, а в самом первом Гран-при победу одержал Михаэль Шумахер.
Также в этой гонке впервые с 1993 года действовал запрет на дозаправки и появилась новая система начисления очков, которая радикально отличалась от системы, введённой в 1950 году.
Одним из четырёх стюардов Гран-при был четырёхкратный чемпион Формулы-1 Ален Прост.

## Свободные заезды

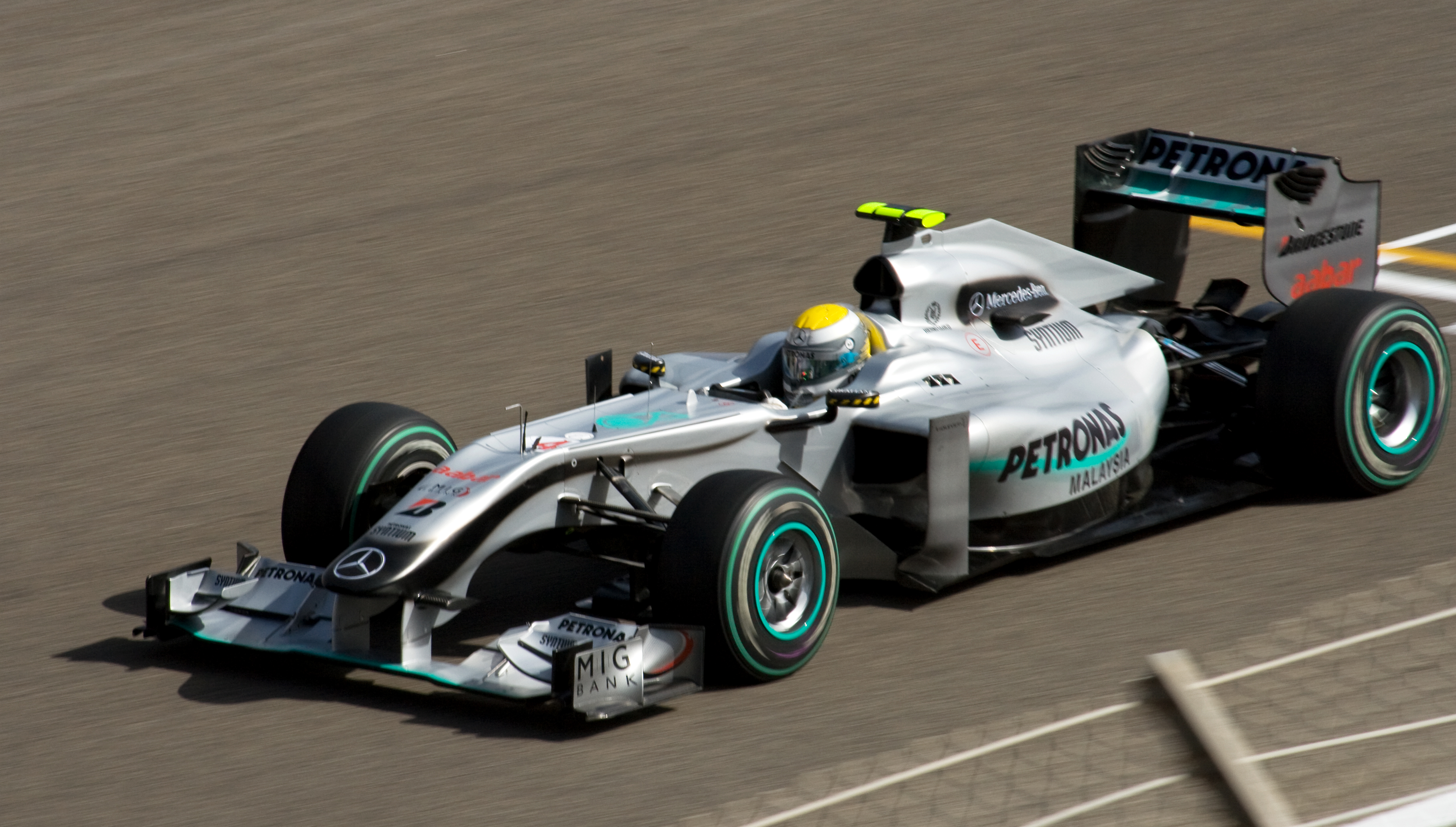
Нико Росберг установил быстрейшее время во второй сессии свободных заездов, находясь за рулём Mercedes.

Адриан Сутиль из команды Force India установил быстрейшее время в первой сессии свободных заездов в пятницу утром. Фернандо Алонсо (Ferrari) был вторым, впереди Роберта Кубицы (Renault), другого гонщика Ferrari Фелипе Массы, а также двух гонщиков McLaren: Дженсона Баттона и Льюиса Хэмилтона. Своё возвращение в Формулу-1 Михаэль Шумахер подкрепил десятым временем, показанное за рулём автомобиля Mercedes, отстав на две позиции от Нико Росберга. Российский гонщик Виталий Петров показал шестнадцатое время и опередил лишь гонщиков Sauber и трёх новых команд. Среди новых команд лишь гонщики Lotus и Тимо Глок смогли проехать быстрые круги, в отличие от Лукаса ди Грасси, который проехал лишь установочный круг на втором автомобиле Virgin. Когда началась первая сессия свободных заездов, команда HRT ещё завершала работу с шасси автомобиля Бруно Сенны, но гонщик всё-таки смог проехать несколько установочных кругов в конце сессии.
Во второй сессии свободных заездов, быстрейшим оказался Нико Росберг, Льюис Хэмилтон вторым, а Михаэль Шумахер показал третье время. Бруно Сенна по скорости был похож на быстрейших гонщиков серии GP2 Asia, но в итоге он смог сократить до пяти секунд отставание от автомобилей Virgin.
В субботней практике Фернандо Алонсо из Ferrari установил быстрейшее время 1:54,099, опередив на 0,269 секунды Нико Росберга из Mercedes. Карун Чандхок из HRT не смог принять участия в сессии из-за проблем с гидравликой. А гоночный автомобиль Virgin Тимо Глока потерял переднее левое колесо в середине сессии, из-за проблем с пневматическим гайковёртом.
| Сессия | Погода       | Лидер           | Конструктор          | Время    |
| ------ | ------------ | --------------- | -------------------- | -------- |
| 1      | Сухо, +29 °C | Адриан Сутиль   | Force India-Mercedes | 1:56,583 |
| 2      | Сухо, +33 °C | Нико Росберг    | Mercedes             | 1:55,409 |
| 3      | Сухо, +32 °C | Фернандо Алонсо | Ferrari              | 1:54,099 |

## Квалификация

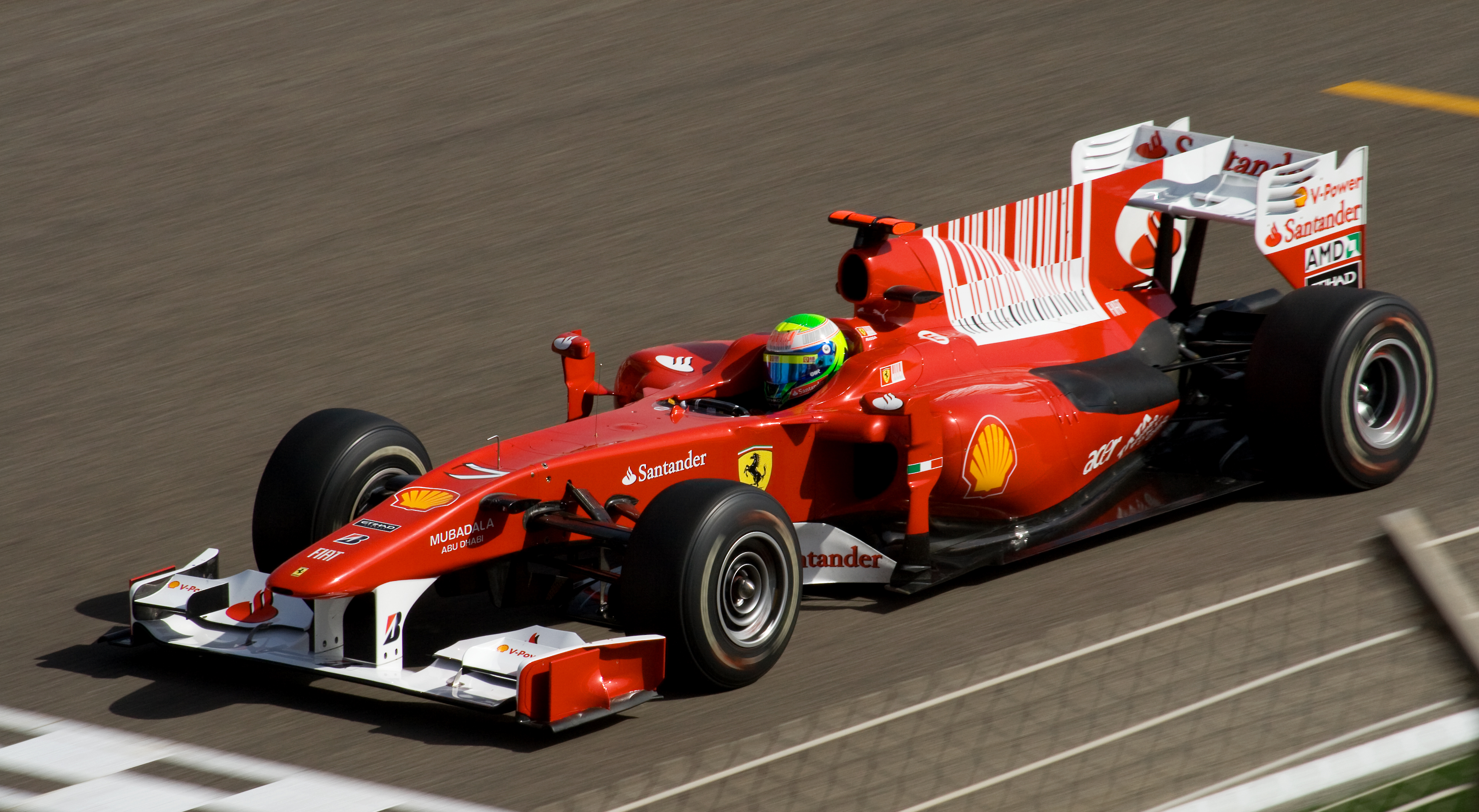
Фелипе Масса из Ferrari квалифицировался вторым, уступив лишь Себастьяну Феттелю.

В первом сегменте квалификации предсказуемо отсеялись три новые команды. Тимо Глок оказался быстрейшим из новичков, отстав на 1,7 секунды от Хайме Альгерсуари оказался восемнадцатым и единственным гонщиком, представлявшим команду, выступавшую в прошлом сезоне. Несмотря на критические проблемы с гидравликой, которые не позволили принять участие в сессиях свободных заездов, гонщик HRT Карун Чандхок смог квалифицироваться на последнем — двадцать четвёртом месте, отстав на десять секунд от быстрейшего в этой сессии гонщика Ferrari Фернандо Алонсо.
Действующий чемпион Дженсон Баттон едва не остался во второй части квалификации, но в последний момент смог опередить своего экс-напарника по Brawn GP Рубенса Баррикелло и попасть в первую десятку. Также в этой части квалификации остались: напарник по Williams Нико Хюлькенберг, оба гонщика BMW Sauber Педро де ла Роса и Камуи Кобаяси, второй гонщик Toro Rosso Себастьен Буэми, Витантонио Льюцци из Force India и дебютант Виталий Петров, представляющий Renault.
Первые четыре ряда стартового поля поделили между собой восемь гонщиков четырёх топ-команд. Гонщик Red Bull Себастьян Феттель стал обладателем поула в заключительной части квалификации, опередив гонщиков Ferrari Алонсо и Массу, а чемпион мира 2008 года Льюис Хэмилтон уйдёт в гонку с четвёртой позиции на старте. Гонщики Mercedes Нико Росберг и семикратный чемпион мира Михаэль Шумахер будут стартовать пятым и седьмым соответственно, а разделил их напарник Феттеля по Red Bull Марк Уэббер. Действующий чемпион Дженсон Баттон стартует лишь восьмым, в то время как оставшиеся девятое и десятое место достались Роберт Кубице и Адриану Сутилю, которые оказались единственными представителями Renault и Force India в этой части квалификации.
| Место | №  | Имя               | Конструктор          | Часть 1  | Часть 2  | Часть 3  | Старт |
| ----- | -- | ----------------- | -------------------- | -------- | -------- | -------- | ----- |
| 1     | 5  | Себастьян Феттель | Red Bull-Renault     | 1:55,029 | 1:53,883 | 1:54,101 | 1     |
| 2     | 7  | Фелипе Масса      | Ferrari              | 1:55,313 | 1:54,331 | 1:54,242 | 2     |
| 3     | 8  | Фернандо Алонсо   | Ferrari              | 1:54,612 | 1:54,172 | 1:54,608 | 3     |
| 4     | 2  | Льюис Хэмилтон    | McLaren-Mercedes     | 1:55,341 | 1:54,707 | 1:55,217 | 4     |
| 5     | 4  | Нико Росберг      | Mercedes             | 1:55,463 | 1:54,682 | 1:55,241 | 5     |
| 6     | 6  | Марк Уэббер       | Red Bull-Renault     | 1:55,298 | 1:54,318 | 1:55,284 | 6     |
| 7     | 3  | Михаэль Шумахер   | Mercedes             | 1:55,593 | 1:55,105 | 1:55,524 | 7     |
| 8     | 1  | Дженсон Баттон    | McLaren-Mercedes     | 1:55,715 | 1:55,168 | 1:55,672 | 8     |
| 9     | 11 | Роберт Кубица     | Renault              | 1:55,511 | 1:54,963 | 1:55,885 | 9     |
| 10    | 14 | Адриан Сутиль     | Force India-Mercedes | 1:55,213 | 1:54,996 | 1:56,309 | 10    |
| 11    | 9  | Рубенс Баррикелло | Williams-Cosworth    | 1:55,969 | 1:55,330 |          | 11    |
| 12    | 15 | Витантонио Льюцци | Force India-Mercedes | 1:55,628 | 1:55,623 |          | 12    |
| 13    | 10 | Нико Хюлькенберг  | Williams-Cosworth    | 1:56,375 | 1:55,857 |          | 13    |
| 14    | 22 | Педро де ла Роса  | Sauber-Ferrari       | 1:56,428 | 1:56,237 |          | 14    |
| 15    | 16 | Себастьен Буэми   | Toro Rosso-Ferrari   | 1:56,189 | 1:56,265 |          | 15    |
| 16    | 23 | Камуи Кобаяси     | Sauber-Ferrari       | 1:56,541 | 1:56,270 |          | 16    |
| 17    | 12 | Виталий Петров    | Renault              | 1:56,167 | 1:56,619 |          | 17    |
| 18    | 17 | Хайме Альгерсуари | Toro Rosso-Ferrari   | 1:57,071 |          |          | 18    |
| 19    | 24 | Тимо Глок         | Virgin-Cosworth      | 1:59,728 |          |          | 19    |
| 20    | 18 | Ярно Трулли       | Lotus-Cosworth       | 1:59,852 |          |          | 20    |
| 21    | 19 | Хейкки Ковалайнен | Lotus-Cosworth       | 2:00,313 |          |          | 21    |
| 22    | 25 | Лукас ди Грасси   | Virgin-Cosworth      | 2:00,587 |          |          | 22    |
| 23    | 21 | Бруно Сенна       | HRT-Cosworth         | 2:03,204 |          |          | 23    |
| 24    | 20 | Карун Чандхок     | HRT-Cosworth         | 2:04,904 |          |          | 24    |

## Гонка
В первом повороте первого круга из-за утечки масла из мотора Марка Уэббера произошёл выброс длинного шлейфа белого дыма, что повлекло череду перестановок в середине пелетона, а также развороты задевших друг друга Адриана Сутиля и Роберта Кубицы, которые смогли продолжить участие в гонке. В то время как Себастьян Феттель смог сохранить своё лидерство над гонщиками Ferrari Фернандо Алонсо и Фелипе Массой. Испанец на старте опередил напарника. Лучше всех старт удался Виталию Петрову, который прорвался с семнадцатой позиции на одиннадцатую.
Первым серьёзным инцидентом стал сход гонщика HRT Каруна Чандхока, который после своих первых кругов в квалификации, зацепил кочку передним антикрылом и повредил его. Вскоре сошёл и гонщик Virgin Racing — Лукас ди Грасси из-за проблем с гидравликой на автомобиле Virgin VR-01, которые и до этого часто возникали по ходу уик-энда и предсезонных тестов. Дебютант Нико Хюлькенберг смог избежать повторения аварии Чандхока, когда он ошибся в семнадцатом повороте и вылетел за пределы трассы. Второй жертвой схода из-за гидравлики стал Камуи Кобаяси из BMW Sauber, а спустя круг сошёл Петров, который повредил подвеску переднего правого колеса из-за слишком сильной атаки поребрика; на момент схода, Петров в классификации гонки был лучшим из новичков и был близок к Рубенсу Баррикелло, который шёл десятым. Автомобиль Virgin Тимо Глока также не смог доехать до финиша из-за потери третьей и пятой передач. А дебютная гонка Бруно Сенны за HRT завершилась перегревом мотора и автомобиль бразильца застыл на стартовой прямой. Шесть гонщиков выбыло всего лишь за восемнадцать кругов гонки.

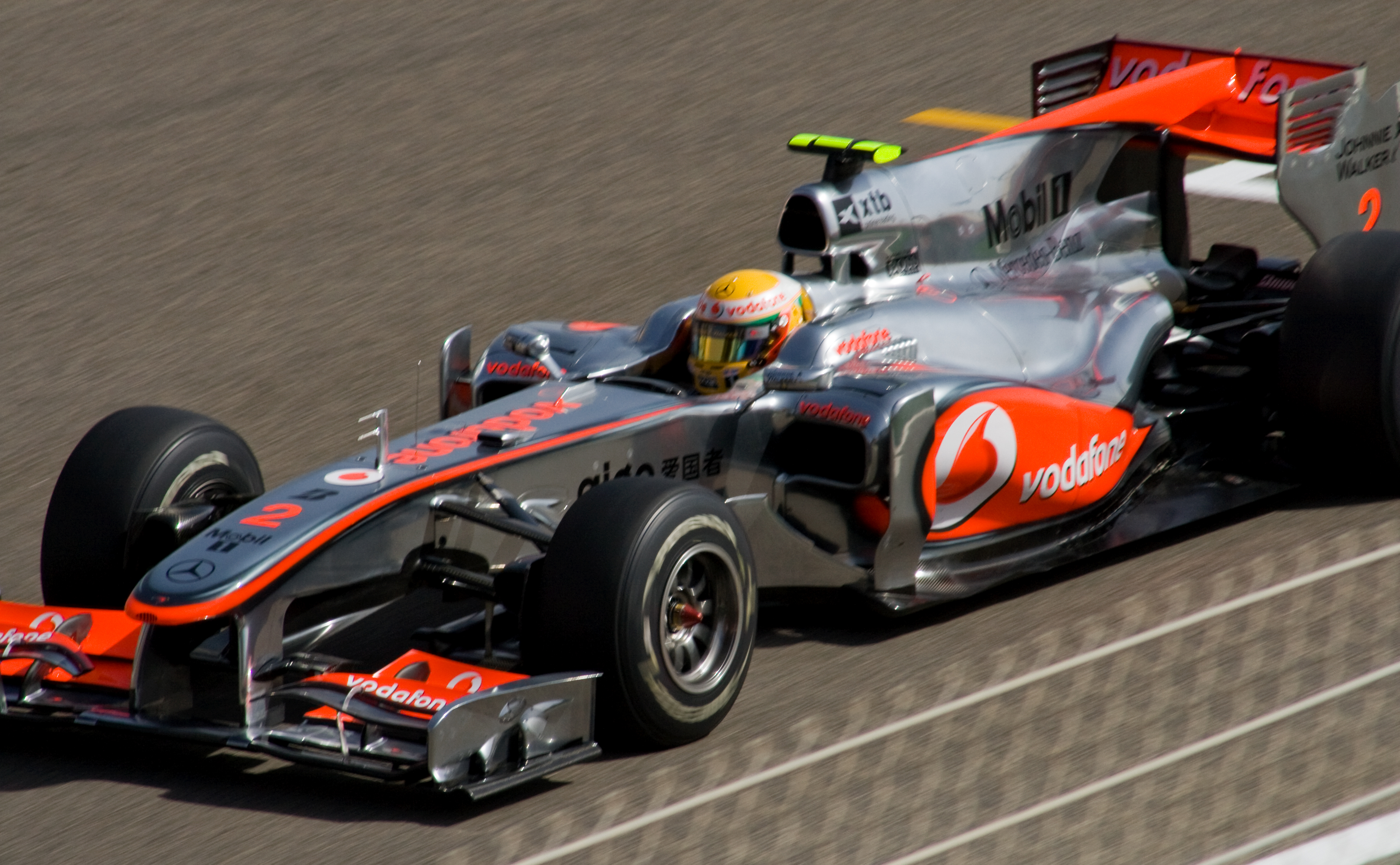
Льюис Хэмилтон финишировал третьим, позади гонщиков Ferrari.

Первая волна пит-стопов оказалась единственной и Феттелю удалось сохранить после неё лидерство. Нико Росберг проиграл одну позицию Льюису Хэмилтону, тогда как действующий чемпион Дженсон Баттон шёл лишь седьмым. На 23 круге число сошедших пополнилось, когда второй BMW Sauber Педро де ла Росы сошёл из-за проблем с гидравликой.
В завершающей стадии гонки автомобиль Феттеля стал замедляться как предполагалось из-за поломки выпускной системы; позднее команда сообщила, что проблема связана со свечой зажигания. Вскоре его прошли оба гонщика Ferrari и Хэмилтон, а оставшуюся часть гонки Феттель не подпускал Росберга. Алонсо выиграл гонку, присоединившись к Хуану-Мануэлю Фанхио, Джанкарло Багетти, Марио Андретти, Найджелу Мэнселлу и Кими Райкконену в качестве гонщика, которому удавалось выиграть свою дебютную гонку в составе Ferrari. Фелипе Масса финишировал вторым, вернувшись в гонки после травмы на Гран-при Венгрии 2009 года. Третья ступень подиума досталась Хэмилтону, в то время как Феттелю удалось удержать свою позицию от Росберга. Шумахер завершил гонку на шестой позиции, позади напарника, Баттон — седьмым, Уэббер — восьмым, Витантонио Льюцци — девятым, а последнее очко досталось Баррикелло. Продолживший участие в гонке после разворота Роберт Кубица смог продвинуться до одиннадцатого места, а Себастьен Буэми и Ярно Трулли сошли на последних кругах гонки; Автомобиль Toro Rosso Буэми не смог продолжить гонку из-за проблем с электрикой, а Трулли как и многих других гонщиков, подвела гидравлика. Поскольку они прошли 46 кругов, они были классифицированы. Хейкки Ковалайнен приехал к финишу пятнадцатым и это означает, что Lotus стала единственной из новых команд, чей автомобиль смог финишировать в гонке.
| Место | С  | +/- | №  | Гонщик            | Конструктор          | Ш | Круги | Время/причина схода | О  |
| ----- | -- | --- | -- | ----------------- | -------------------- | - | ----- | ------------------- | -- |
| 1     | 3  | ▲2  | 8  | Фернандо Алонсо   | Ferrari              | B | 49    | 1:39:20,396         | 25 |
| 2     | 2  | ▬   | 7  | Фелипе Масса      | Ferrari              | B | 49    | +16,099             | 18 |
| 3     | 4  | ▲1  | 2  | Льюис Хэмилтон    | McLaren-Mercedes     | B | 49    | +23,182             | 15 |
| 4     | 1  | ▼3  | 5  | Себастьян Феттель | Red Bull-Renault     | B | 49    | +38,799             | 12 |
| 5     | 5  | ▬   | 4  | Нико Росберг      | Mercedes             | B | 49    | +40,213             | 10 |
| 6     | 7  | ▲1  | 3  | Михаэль Шумахер   | Mercedes             | B | 49    | +44,163             | 8  |
| 7     | 8  | ▲1  | 1  | Дженсон Баттон    | McLaren-Mercedes     | B | 49    | +45,280             | 6  |
| 8     | 6  | ▼2  | 6  | Марк Уэббер       | Red Bull-Renault     | B | 49    | +46,360             | 4  |
| 9     | 12 | ▲3  | 15 | Витантонио Льюцци | Force India-Mercedes | B | 49    | +53,008             | 2  |
| 10    | 11 | ▲1  | 9  | Рубенс Баррикелло | Williams-Cosworth    | B | 49    | +1:02,489           | 1  |
| 11    | 9  | ▼2  | 11 | Роберт Кубица     | Renault              | B | 49    | +1:09,093           |    |
| 12    | 10 | ▼2  | 14 | Адриан Сутиль     | Force India-Mercedes | B | 49    | +1:22,958           |    |
| 13    | 18 | ▲5  | 17 | Хайме Альгерсуари | Toro Rosso-Ferrari   | B | 49    | +1:32,656           |    |
| 14    | 13 | ▼1  | 10 | Нико Хюлькенберг  | Williams-Cosworth    | B | 48    | +1 круг             |    |
| 15    | 21 | ▲6  | 19 | Хейкки Ковалайнен | Lotus-Cosworth       | B | 47    | +2 круга            |    |
| 16    | 15 | ▼1  | 16 | Себастьен Буэми   | Toro Rosso-Ferrari   | B | 46    | Электрика           |    |
| 17    | 20 | ▲3  | 18 | Ярно Трулли       | Lotus-Cosworth       | B | 46    | Гидравлика          |    |
| Сход  | 14 | ▼4  | 22 | Педро де ла Роса  | BMW Sauber-Ferrari   | B | 28    | Гидравлика          |    |
| Сход  | 23 | ▲4  | 21 | Бруно Сенна       | HRT-Cosworth         | B | 18    | Перегрев            |    |
| Сход  | 19 | ▼1  | 24 | Тимо Глок         | Virgin-Cosworth      | B | 17    | Коробка передач     |    |
| Сход  | 17 | ▼4  | 12 | Виталий Петров    | Renault              | B | 14    | Подвеска            |    |
| Сход  | 16 | ▼6  | 23 | Камуи Кобаяси     | BMW Sauber-Ferrari   | B | 13    | Гидравлика          |    |
| Сход  | 22 | ▼1  | 25 | Лукас ди Грасси   | Virgin-Cosworth      | B | 2     | Гидравлика          |    |
| Сход  | 24 | ▬   | 20 | Карун Чандхок     | HRT-Cosworth         | B | 1     | Авария              |    |

| Гонщик            | Конструктор      | Круги | Всего |
| ----------------- | ---------------- | ----- | ----- |
| Себастьян Феттель | Red Bull-Renault | 1-33  | 33    |
| Фернандо Алонсо   | Ferrari          | 33-49 | 17    |

## Положение в чемпионате после Гран-при
| Место | +/- | Гонщик            | Очки |
| ----- | --- | ----------------- | ---- |
| 1     | ▬   | Фернандо Алонсо   | 25   |
| 2     | ▬   | Фелипе Масса      | 18   |
| 3     | ▬   | Льюис Хэмилтон    | 15   |
| 4     | ▬   | Себастьян Феттель | 12   |
| 5     | ▬   | Нико Росберг      | 10   |

| Место | +/- | Команда              | Очки |
| ----- | --- | -------------------- | ---- |
| 1     | ▬   | Ferrari              | 43   |
| 2     | ▬   | McLaren-Mercedes     | 21   |
| 3     | ▬   | Mercedes             | 18   |
| 4     | ▬   | Red Bull-Renault     | 16   |
| 5     | ▬   | Force India-Mercedes | 2    |

- Примечание: Только 5 позиций включены в обе таблицы.